# (1422) Strömgrenia
(1422) Strömgrenia es el asteroide número 1422 situado en el cinturón principal. Fue descubierto por el astrónomo Karl Wilhelm Reinmuth desde el observatorio de Heidelberg, el 23 de agosto de 1936. Su designación alternativa es 1936 QF. Está nombrado en honor del astrónomo danés Elis Strömgren (1870-1947).